# Акраман

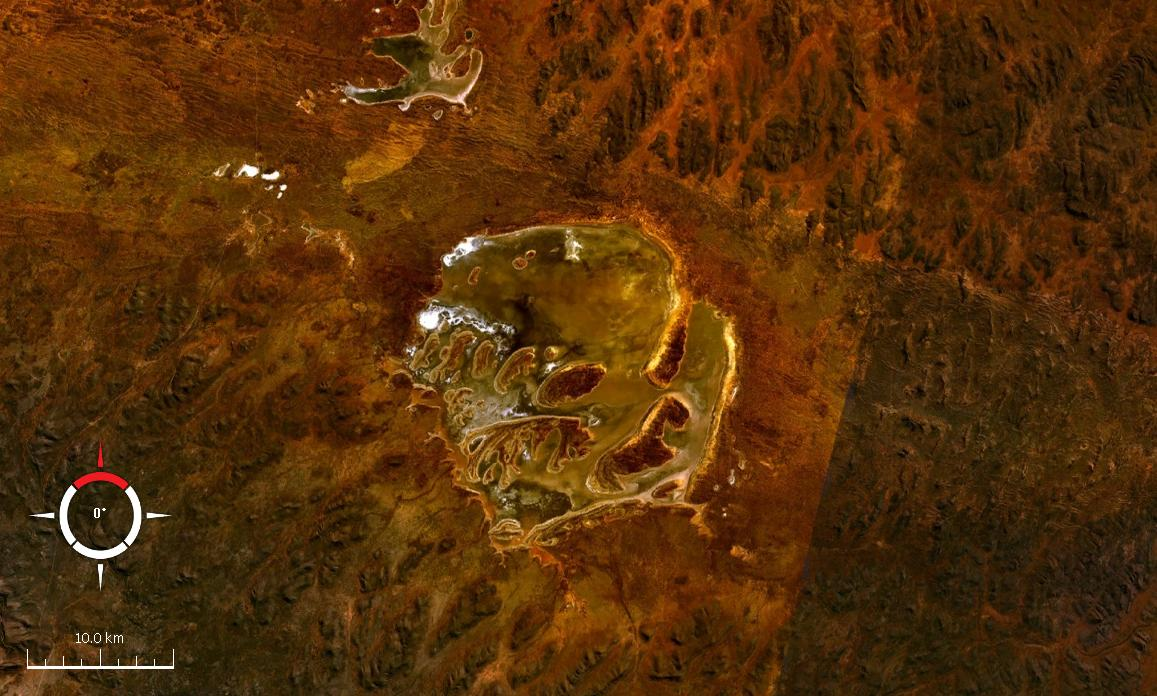
Landsat-зображення озера Акраман, NASA World Wind

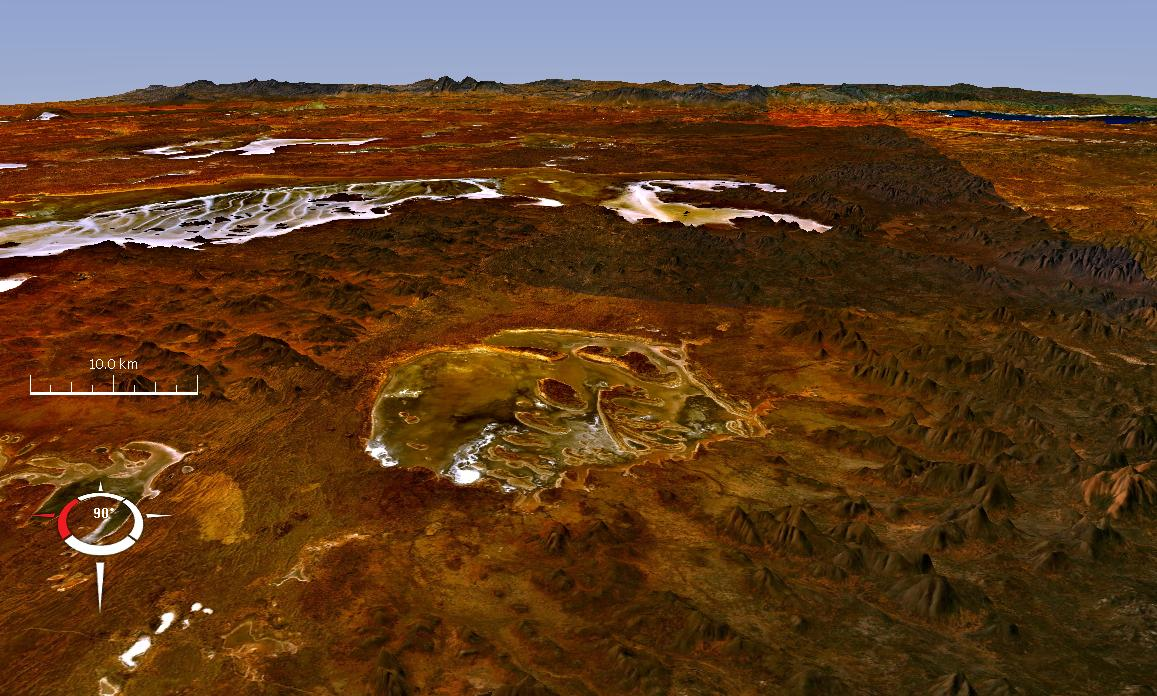
Супутниковий знімок

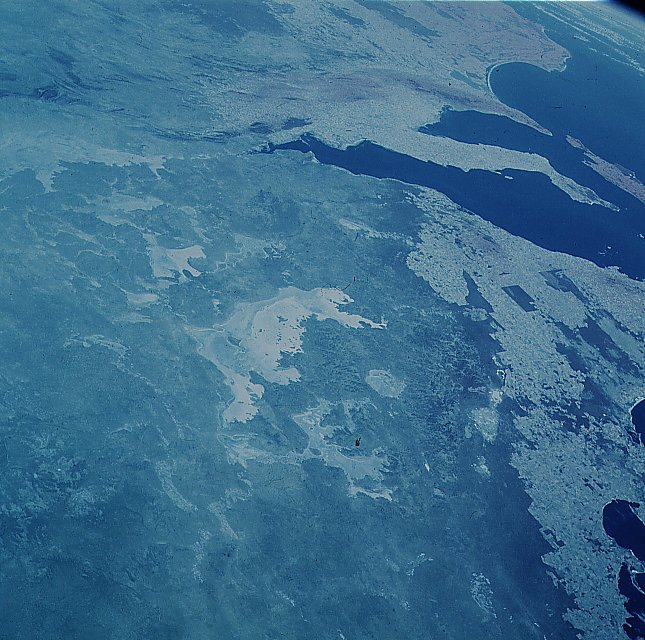
Озеро Акраман (коло, трохи нижче праворуч від центру), оточене озером Герднер та іншими озерами.

32°01′00″ пд. ш. 135°27′00″ сх. д. / 32.016666666667° пд. ш. 135.45° сх. д.
Кратер Акраман — метеоритний кратер в горах Ґолер (Gawler Ranges) у Південній Австралії. Його розташування відмічене озером Акраман — круглим ефемерним висохлим озером близько 20 км у діаметрі. Один із добре видимих в Google Earth кратерів.
Відкриття кратера і незалежне відкриття його жолоба викиду, який оточує кратер були вперше опубліковані в журналі Science в 1986 році. Докази удару включають наявність розколотих конусів і ударного кварцу в розбитій корінній породі на островах в озері Акраман.
Кратер сильно зруйнований ерозією і його початковий розмір повинен бути виведений непрямими способами. Деякі автори оцінюють первісний діаметр до 85—90 км, в той час як інші пропонують менший розмір, можливо, лише 35—40 км, ближче до того, в якому зосереджене озеро Акраман. При більшому розмірі оцінка означатиме виділення енергії 5,2 × 106 мегатонн у тротиловому еквіваленті.
Ударна подія, за оцінками, відбулася близько 580 мільйонів років тому під час Едіакарійського періоду неопротерозойської ери; цей вік не є отриманий від самого кратера, а з положення викиду в довколишніх осадових басейнах.
Утворився в результаті падіння астероїда-хондрита діаметром 4 км і щільністю 3 г/см³ зі швидкістю 25 км/с. Удар створив кратер близько 90 км у діаметрі. Вибух призвів до поширення уламків в одновікових відкладеннях на відстань до 450 км. Наступні геологічні процеси деформували кратер.